# Entada mossambicensis
Entada mossambicensis är en ärtväxtart som beskrevs av Antonio Rocha da Torre. Entada mossambicensis ingår i släktet Entada och familjen ärtväxter. Inga underarter finns listade i Catalogue of Life.